# مصباح فلوري مدمج

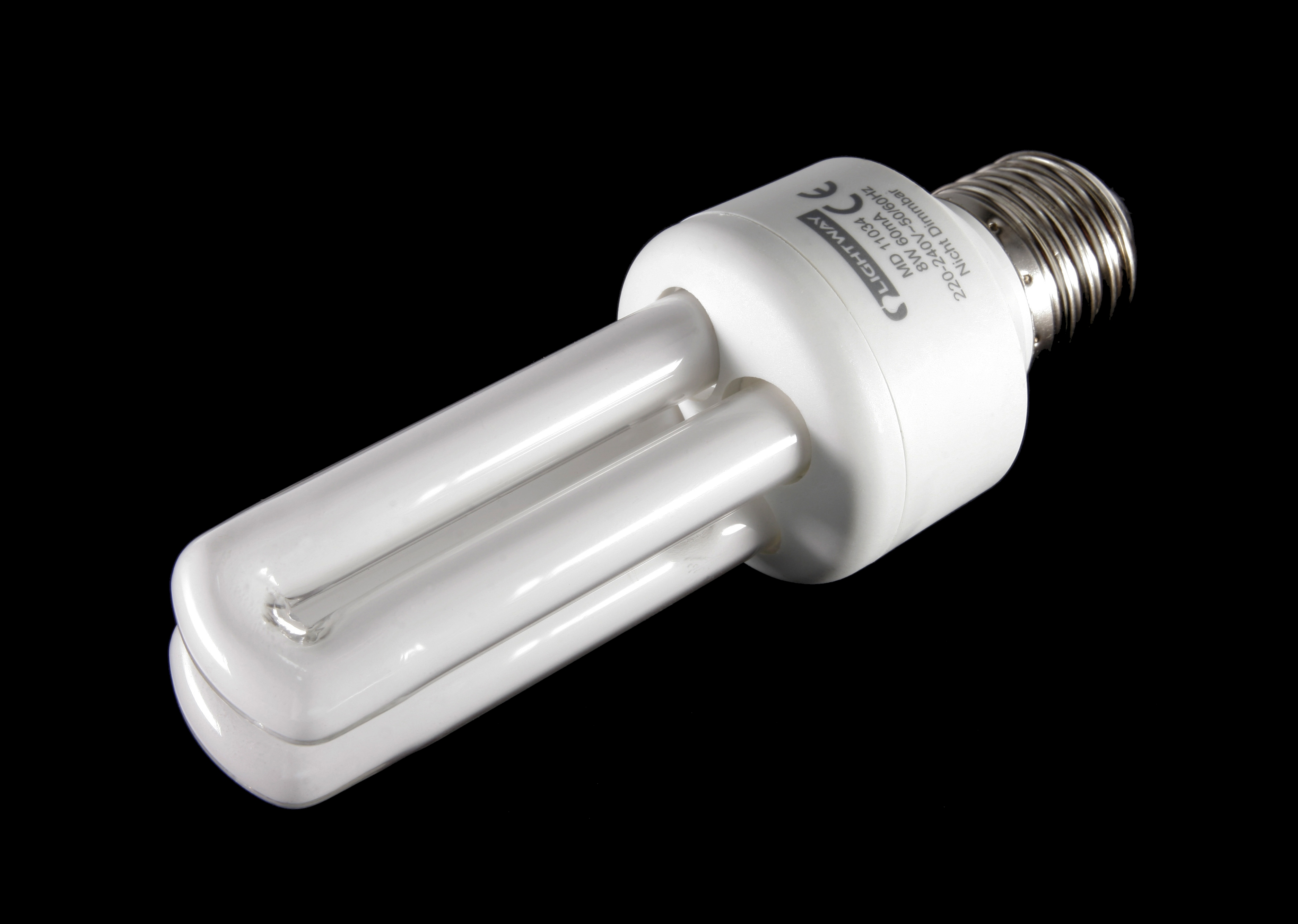
مصباح فلوري مدمج

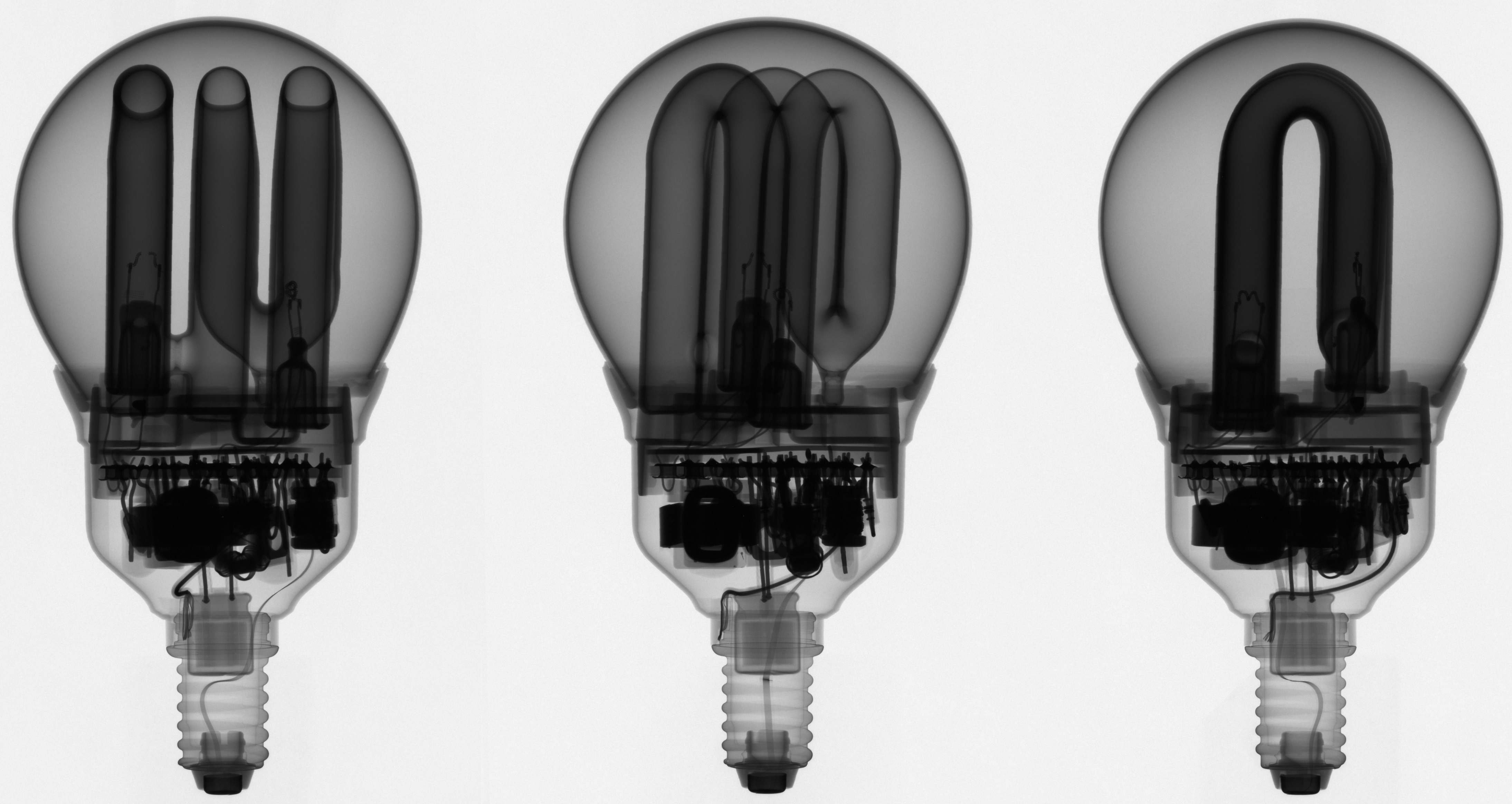
أشعة سينية لثلاثةُ صور من أصل ستة أُخذت لمصباح فلورسنتي مُدمج فيه عيب في إتجاهات مُختلفة الزوايا (0°, 45°, 90°). يُلاحظ أنَّ خطوط الاحتراق واضحة في الصورة اليُسرى.

المصباح الفلوري المدمج (بالإنجليزية: Compact fluorescent lamp)‏، ويسمى أيضا الضوء الفلوري المدمج أو المصباح الموفر للطاقة أو أنبوب الفلوريسنت المدمج. وهو مصباح فلوري Florescent lamp تم تصميمه ليكون بديلا عن المصباح التوهجي. وتستطيع بعض وحدات الإنارة استيعاب المصابيح الفلورية المدمجة بالإضافة إلى المصابيح التوهجية.

يتم تصميم المصباح الفلوري المدمج من أنبوب ملتوي أو منحني وذلك للتمكن من استخدام المصباح في نفس المكان المخصص لاستيعاب المصباح التوهجي. وبالإضافة إلى هذا الأنبوب، فإن المصباح الفلوري المدمج يحتوي على محول إلكتروني في قاعدة المصباح.

بالمقارنة مع المصابيح التوهجية ذات الاستخدام العام التي تعطي نفس شدة الضوء المرئي، فإن المصابيح الفلورية المدمجة تستهلك خمس إلى ثلث الطاقة الكهربائية التي تستخدمها المصابيح التوهجية، كما أنها تدوم لفترة أطول بحوالي 8 إلى 15 مرة.
من جهة أخرى، فإن سعر الشراء للمصابيح الفلورية المدمجة أعلى من سعر الشراء للمصابيح التوهجية. في المقابل، فإن المصابيح الفلورية المدمجة يمكن أن توفر أكثر من خمس أضعاف سعرها من خلال التقليل من تكلفة الكهرباء طول فترة التشغيل والتي هي أطول من فترة التشغيل للمصابيح التوهجية.
تحتوي المصابيح الفلورية المدمجة، مثل بقية مصابيح الفلوريسنت، على الزئبق السام والذي يؤدي إلى تعقيد عملية التخلص من هذه المصابيح عند تلفها، وقد اتخذت العديد من الدول مخططات وأنظمة لإعادة تدوير مثل هذه المصابيح.